# Кім Сон Гук
Кім Сон Гук (кор. 김성국, нар. 5 жовтня 1985) — північнокорейськи стрілець, бронзовий призер Олімпійських ігор 2016 року.

## Виступи на Олімпіадах
| Олімпіада           | Дисципліна                       | Місце |
| ------------------- | -------------------------------- | ----- |
| Ріо-де-Жанейро 2016 | пневматичний пістолет, 10 метрів | 17    |
| Ріо-де-Жанейро 2016 | пістолет, 50 метрів              | 3     |

## Зовнішні посилання
- Кім Сон Гук — олімпійська статистика на сайті Sports-Reference.com (англ.) (архівна версія)